# Сан-Марко (Рим)
Сан-Марко (итал.  San Marco Evangelista al Campidoglio, Romа) — «Святой Марк Евангелист на Капитолии в Риме», небольшая базилика с одним нефом и боковыми приделами, встроенная в Палаццо Венеция с главным фасадом, выходящим на небольшую Площадь Св. Марка (Piazza S.Marco), примыкающую к Пьяцца Венеция в центре Рима напротив Капитолийского холма (итал. Campidoglio).  Церковь Святого Марка является титулярной церковью.

## История
Церковь, посвящённая святому покровителю города Венеция, Марку евангелисту была построена на фундаменте античного дома. Заложена по распоряжению римского епископа Марка в честь своего небесного покровителя в 336 году.
Это одна из старейших церквей Рима. Согласно легенде, церковь построена на месте дома, в котором останавливался Святой Марк. Запись в «Книге понтификов» (Liber Pontificalis) сообщает, что папа (позднейшее именование римских епископов) основал две базилики, одну для своей гробницы на Виа Ардеатина в Катакомбах ди Бальбина (Catacomba di Balbina), а другую в месте, называемом Паллацины (Pallacinas). Последнее название имеет неясное происхождение, но расположенная здесь городская базилика отождествляется с нынешней церковью .
Базилика упоминается в актах римского епископа Симмаха в 499 году как «Имени Марка» (Titulus Marci), т. е. в качестве титулярной церкви местного прихода. Археологические исследования, проведённые в 1947—1950-х годах и позднее, в 1980-х годах, подтверждают исторические свидетельства. Были обнаружены остатки античного дома с мозаичными полами, а также участки полов из полихромного мрамора opus sectile (геометрического орнамента), датируемые 200 г. н. э.
Церковь была перестроена в VIII веке Папой Адрианом I. Считается, что единственный неф был тогда заменен нефом с боковыми проходами и аркадами. «Вторую церковь» перестраивали в 828—844 годах при Папе Григории IV. В этот период в церковь Сан-Марко перенесли мощи святых Абдона и Сеннена, предположительно персидских, ранее похороненных в катакомбах Понциана на Via Portuensis. В 1145 году из Веллетри привезли мощи Папы Марка и поместили их под главным алтарем.
В 1455—1471 годах часть церкви была выстроена заново по поручению кардинала Пьетро Барбо и стала частью его дворца (Палаццо Венеция). В это время был оформлен ныне существующий фасад с двухъярусной лоджией, возможно, по проекту Леона Баттиста Альберти или Джулиано да Майано. Известно только, что с 1467 года, лоджию возводил Франческо дель Борго . Для строительства, как было принято в те годы, брали камень из полуразрушенных древнеримских строений, в том числе из Колизея. Но примечательно, что именно Франческо дель Борго при возведении лоджии использовал «римскую архитектурную ячейку» по образцу Колизея, которую позднее введёт в архитектуру римского классицизма XVI века Донато Браманте. В аркадах лоджии поставили античные колонны, взятые из Римского форума, а в боковых стенах соорудили капеллы.
Вокруг церкви перестраивали Палаццо Венеция и Папа Павел II объявил Сан-Марко национальной церковью венецианцев (до тех пор, пока Венецианская республика не была в 1797 году завоевана Наполеоном Бонапартом).
После Первой мировой войны церковь потеряла свой национальный статус, но оставалась родной для венецианских экспатриантов, а титульный кардинал всегда был венецианцем. В 1866 году Венеция была присоединена к Италии, и церковь стала региональной.
В 1847 году была проведена реставрация. Церковь сохранила свой приходской статус до наших дней, хотя постоянное население приходской территории (включая Кампидольо) невелико. В 1973 году Альбино Лучани, патриарх Венеции, был назначен титульным священником церкви. Он был избран Папой в 1978 году, взяв имя Иоанн Павел I.
Последним титульным лицом церкви был Марко Се (патриарх Венеции до 2002 года), скончавшийся в 2014 году. Должность оставалась вакантной до 28 июня 2018 года, пока  кардиналом-священником не был назначен Анджело Де Донатис, генеральный викарий Рима, не имеющий отношения к Венеции.

## Архитектура
План церкви представляет собой вытянутый прямоугольник. Боковые капеллы устроены в границах наружных стен. Трансепт отсутствует. Полукруглая апсида расположена с северной стороны, а южный нартекс заменяет большая двухъярусная лоджия. Второй ярус именуется Ложей Благословения, с которой Папы благословляли собравшийся перед церковью народ. Трёхъярусная кампанила (колокольня) была добавлена к правому углу церкви в 1154 году. Она сложена из кирпича с аркадой из трёх арок, разделённых колоннами из белого мрамора на каждой стороне.
В 1735 году кардинал Анджело Мария Кверини повелел перестроить церковь в стиле барокко по проекту архитектора Филиппо Бариджони. Наряду с фресками и лепными украшениями в нефе, эта работа включала хоры в апсиде и новый главный алтарь; старый алтарный киворий XII века был разрушен.
В нартексе (лоджии) церкви собраны фрагменты древних надгробий и монументов. У входа — старинные статуи львов. Лев — символ евангелиста Марка и города Венеции. Аркады нефа состоят из девяти арок на каждой стороне. Колонны композитного ордера с позолоченными капителями сделаны из розоватой сицилийской яшмы с прожилками.
Одним из сокровищ храма является мозаика IX века в конхе полукруглой апсиды, выполненная римскими мастерами в византийской манере. Композиция представляет Христа в тёмно-зёлёном гиматии на золотом фоне в окружении апостолов и святых — евангелиста Марка, Папы Марка, основателя церкви, а также Папы Григория IV, перестраивавшего церковь, с квадратным нимбом (означающим, что он был жив в то время). В руках Папа Григорий держит макет церкви.
Кессонированный деревянный потолок церкви украшен рельефной резьбой и позолотой. Датируется второй половиной XV века и является одним из старейших в Риме (исключая потолок церкви Санта-Мария-Маджоре). Он был сделан Джованнино и Марко де Дольчи в виде одинаковых синих квадратов, каждый из которых содержит позолоченную розетку. Позолота была выполнена Джулиано дельи Амиди. Герб на красном фоне в трёх тондо изображает стоящего на задних лапах льва — герб рода Барбо, к которому принадлежал Павел II, венецианец по рождению. На великолепной кафедре в правой части нефа также изображён позолоченный лев Святого Марка, как бы выходящий из колонны. Пол XVI века выложен белым и темно-серым мрамором, надгробные плиты XVI—XVIII веков чередуются с фрагментами раннего мозаичного пола XV века стиле косматеско.
Лепные панно, стукко XVIII века над аркадами нефа, иллюстрируют сцены из жизни святых Абдона и Сеннена.
В боковых капеллах находятся надгробия знатных венецианцев. Капелла справа от апсиды выполнена архитектором Пьетро да Кортона в 1653 году, изображение Папы Марка — живописцем Мелоццо да Форли. Рядом капелла с надгробием венецианского патриция Леонардо Пезаро. Оно выполнено скульптором Антонио Кановой в 1796 году, первая мастерская скульптора в Риме находилась во дворе палаццо Венеция. Третья капелла справа — Капелла Спекки — посвящена Епифании. Алтарная картина «Поклонение волхвов» написана Карло Мараттой. В четвёртой капелле — памятник Франческо Эриццо в стиле позднего барокко работы Франческо Моратти. Сакристия церкви примечательна резным табернаклем XV века работы флорентийского скульптора Мино да Фьезоле и Джованни Далмата.